# Léonard Misonne
Léonard Misonne (Gilly, 1º luglio 1870 – Gilly, 14 settembre 1943) è stato un fotografo belga, di corrente pittorialista. È noto per le sue foto paesaggistiche e scene di strada con atmosfere particolari.

## Biografia
Nato da una famiglia benestante a Gilly, presso Charleroi, in Belgio nel 1870, Léonard Misonne era uno dei tanti figli dell'avvocato e industriale Louis e di Adèle Pirmez. Ha studiato greco e scienze umanistiche a Charleroi, prima di andare all'Université catholique de Louvain dove si è laureato in ingegneria mineraria. Tuttavia, non divenne mai un ingegnere minerario.
Misonne sposò Louise Valentine Lambin nel 1906 e ebbero diversi figli. Si mantenne con il patrimonio di famiglia.
Era anche un grande appassionato di ciclismo, vincendo alcune gare. 
Misonne soffrì gravemente di asma per tutta la vita e morì a Gilly nel 1943.

## Fotografia

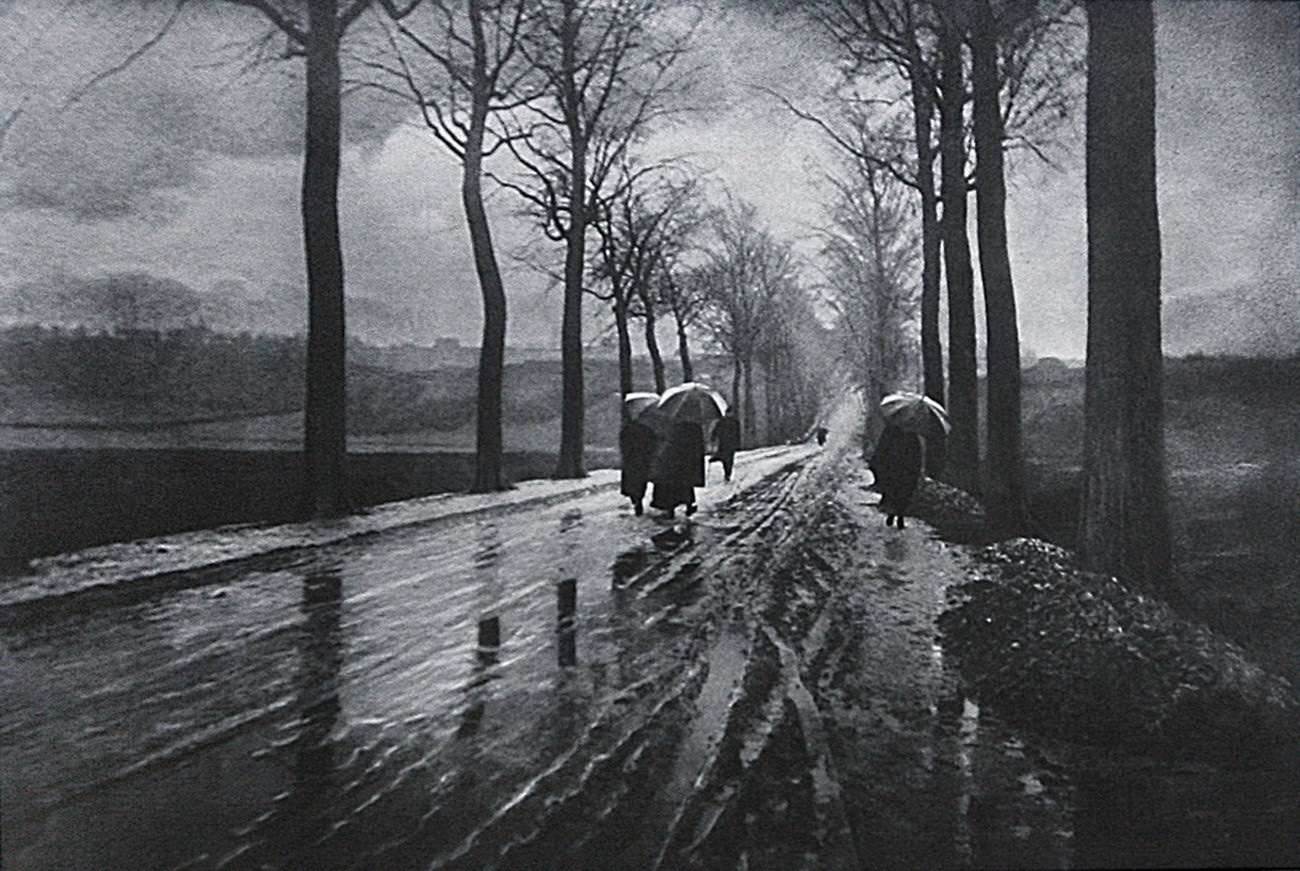
Di ritorno dal mercato, anni '10

Misonne è particolarmente conosciuto per l'atmosfera delle sue foto paesaggistiche e di strada, con l'utilizzo della luce come caratteristica fondamentale e come pioniere del pittororialismo. Secondo il Directory of Belgian Photographers, "il lavoro di Misonne è caratterizzato da un trattamento magistrale della luce e delle condizioni atmosferiche. Le sue immagini esprimono qualità poetiche, ma a volte scivolano in un sentimentalismo aneddotico."  È stato soprannominato "il Corot della fotografia".
Misonne si dedicò alla fotografia dal 1896, entrando a far parte dell'Associazione di fotografia belga nel 1897.  Divenne uno degli esponenti principali del pittorialismo, esponendo spesso le sue fotografie alle mostre. Ha anche fatto proiezioni di diapositive.  Gran parte della sua fotografia era scattata in Belgio e nei Paesi Bassi, ma ha anche visitato Londra, Francia, Germania e Svizzera. L'occupazione tedesca del Belgio durante la seconda guerra mondiale limitò notevolmente la sua fotografia. 

### Tecniche
Misonne fotografava spesso soggetti che erano fortemente illuminati da dietro, creando così un effetto alone. Ritoccava anche gli effetti di luce nelle sue fotografie,  sperimentando e utilizzando molte tecniche, come il "processo Fresson", inventato da Théodore-Henri Fresson e più tardi i processi bromoil e mediobromo.  Ha anche inventato i processi "flou-net" e "photo-dessin".

## Opere
- Tableaux Photographiques, di Léonard Misonne, 1927[13]

## Galleria d'immagini

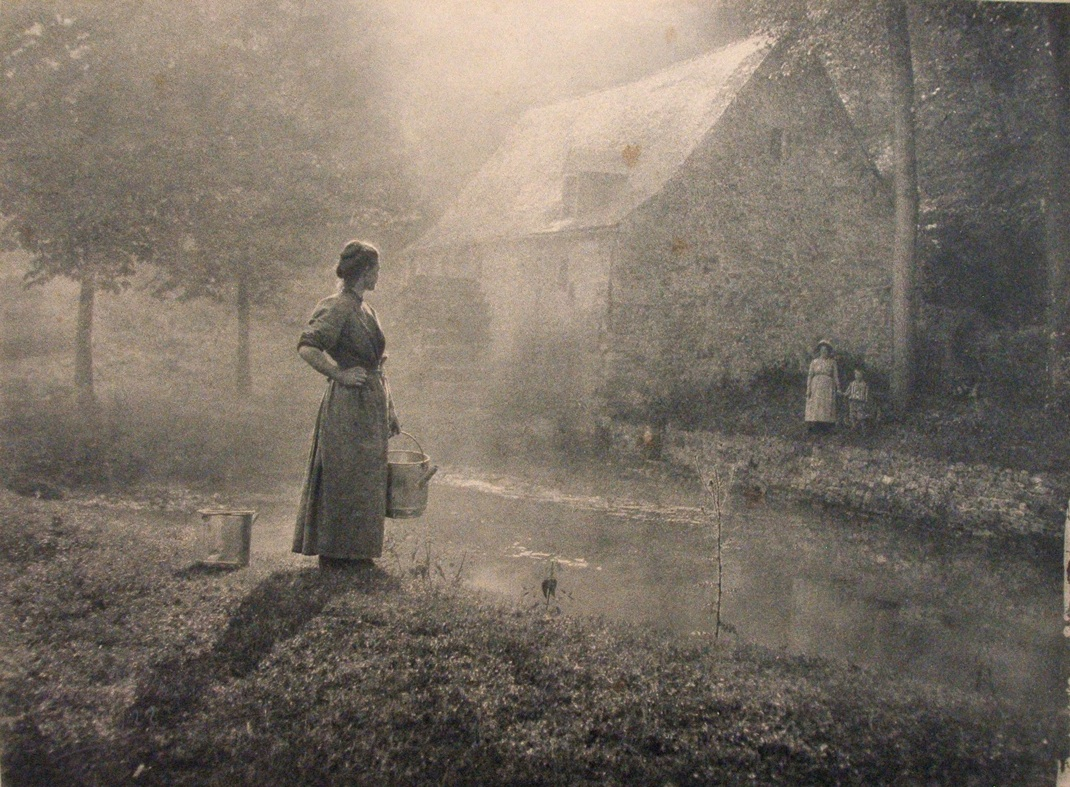
Al mulino, anni '10
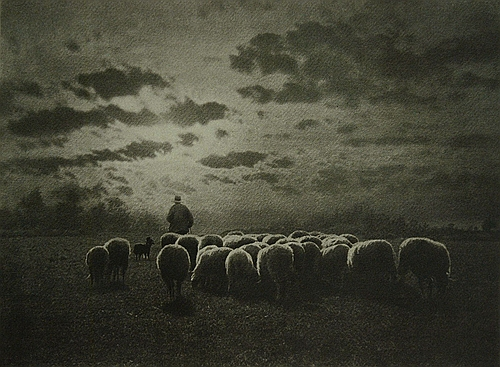
Al tramonto
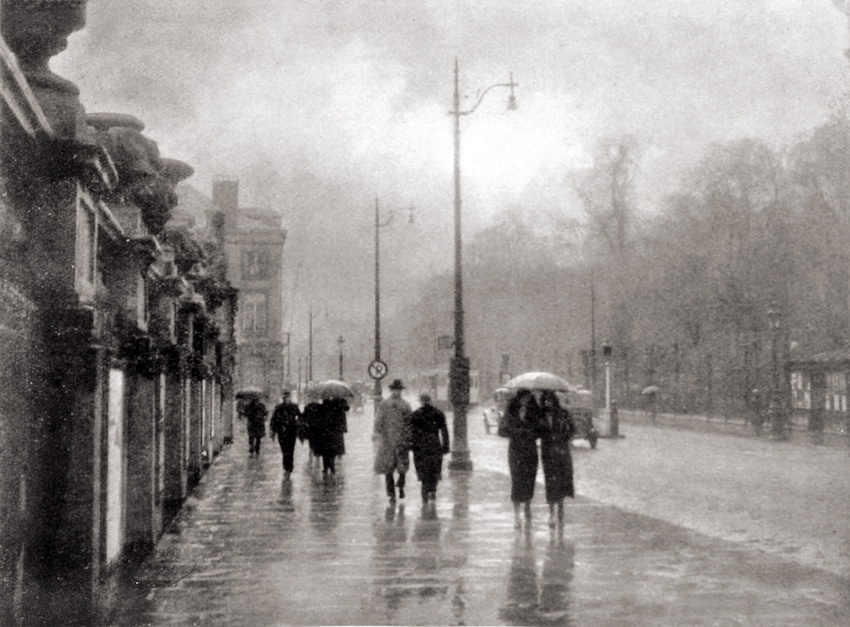
Giornata piovosa, anni '30
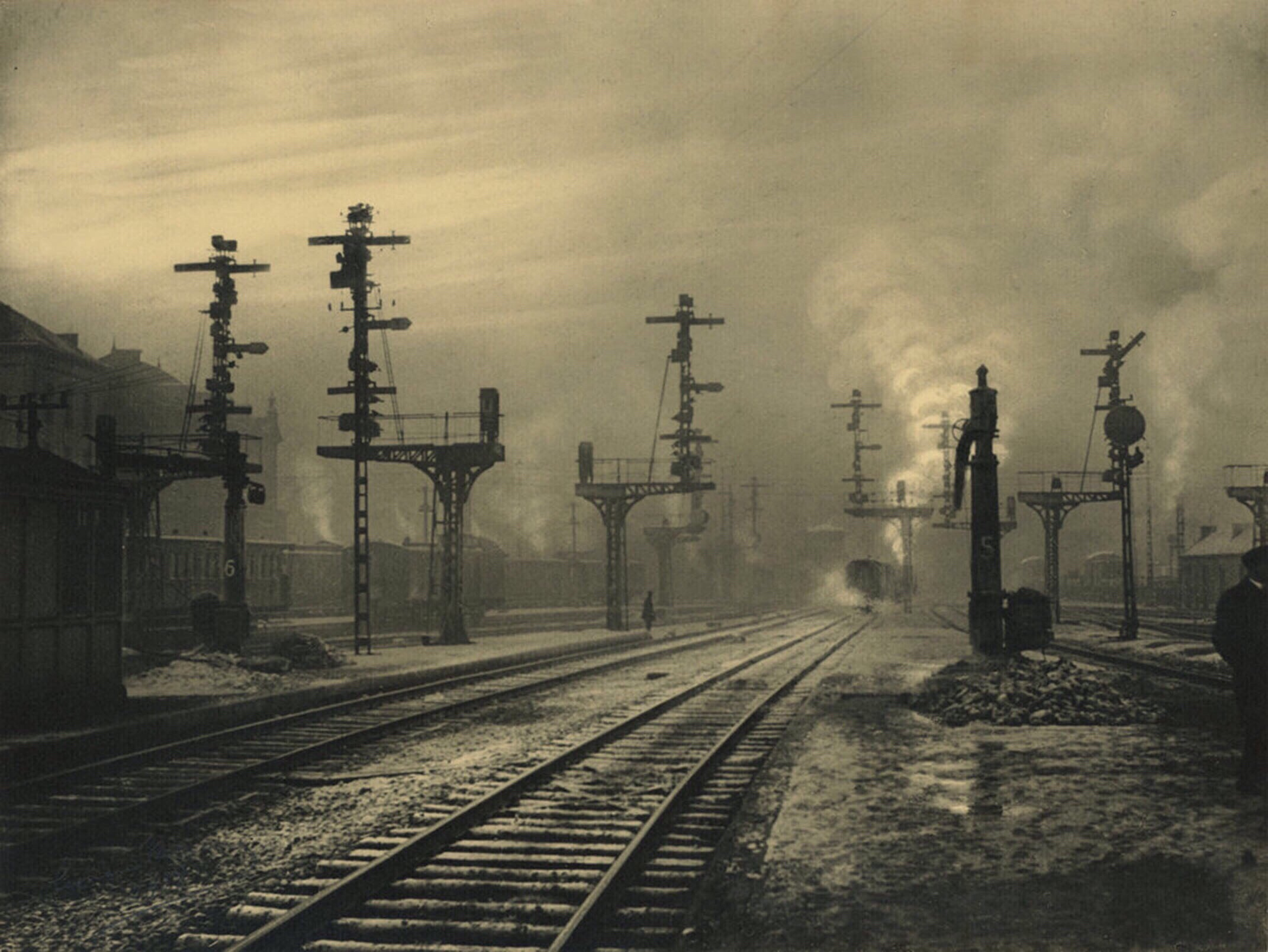
Stazione di Namur, 1938
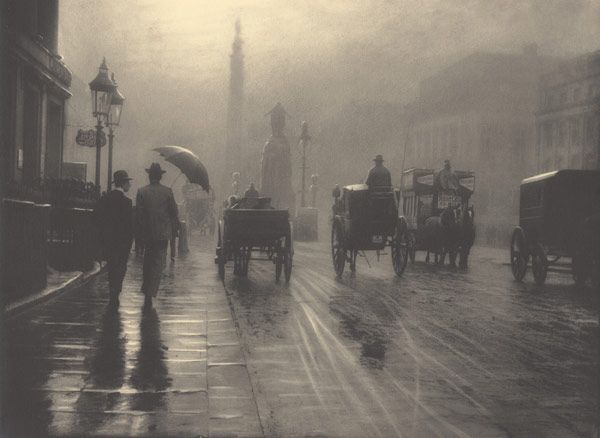
Waterloo Place, Londra, 1899
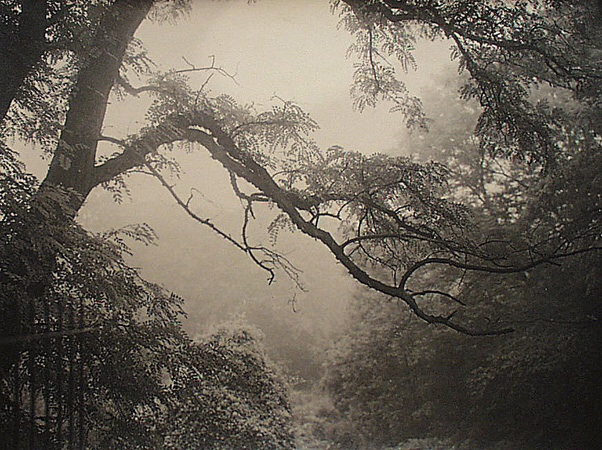
Albero nella nebbia, anni '10
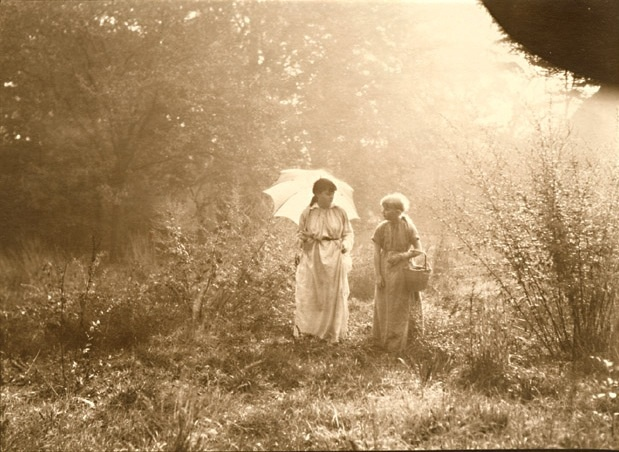
Passeggiando con un ombrello, anni '10
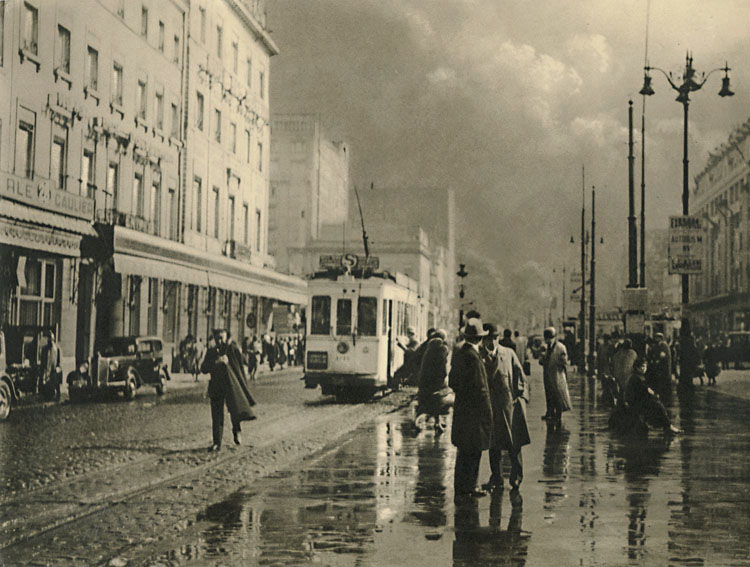
Strada piovosa con tram a Bruxelles, 1937